# Susanne Kiebler
Susanne Kiebler, auch Susanne Kiebler-Jäckle (* 1959 in Aitrach) ist eine deutsche Künstlerin und Dozentin.

## Leben
Geboren und aufgewachsen in Aitrach, studierte sie von 1981 bis 1984 an der Staatlichen Akademie der Bildenden Künste München Malerei. Anschließend absolvierte sie ein dreijähriges Studium der Kunsterziehung und Kunstgeschichte an derselben Bildungseinrichtung. Von 1987 bis 2004 folgte eine Lehrtätigkeit an der Schule für Gestaltung Ravensburg und der Kunstschule Bodenseekreis Meersburg. Seit 2005 ist sie Dozentin für Bildnerisches Gestalten an der Pädagogischen Hochschule Thurgau in Kreuzlingen und Gastdozentin an der Pädagogischen Hochschule Wien.
Kiebler lebt mit ihrem Mann und zwei Söhnen in Konstanz am Bodensee.

### Ausstellungen (Auswahl)
- 1990: Städtische Galerie Bad Waldsee
- 1991: Städtische Torschloss Galerie Tettnang
- 1992: Kulturzentrum Kammgarn, Schaffhausen
- 1994: Galerie Schloss Arbon, Arbon, 9. Nationale der Zeichnung, Augsburg
- 1995: Galerie der Stadt Sindelfingen, Galerie Doris Hölder, Ravensburg, Galerie Holbein, Lindau
- 1997: Galerie Schaller, Stuttgart, Galerie Paul Hafner, St. Gallen
- 1998: Kunstverein Friedrichshafen
- 1999: Städtische Galerie in der Villa Bosch, Radolfzell
- 2000: Galerie Doris Hölder, Ravensburg
- 2001: Galerie Holbein, Lindau
- 2002: Otto Galerie, München
- 2003: Galerie Bagnato, Oberdorf
- 2004: Galerie W, Heiden SG, Galerie Killeswerk, Stuttgart
- 2005: Galerie Neuendorf, Memmingen
- 2006: Galerie O, Schaffhausen
- 2008: Villa Berberich, Kunstverein Bad Säckingen
- 2009: Kunsthalle Wil SG
- 2010: Städtische Galerie im Torhaus, Leutkirch, „Farbe“, Kunstverein Aalen
- 2011: Teilnahme an der Art Karlsruhe mit der Galerie Bagnato, Galerie Neuendorf, Memmingen
- 2012: Kunsthalle Neuwerk
- 2013: Kunstverein Frauenfeld,[1] Teilnahme an der „Art Karlsruhe“ mit der Galerie Bagnato
- 2014: Galerie Bagnato, Oberdorf

### Stipendien
- Werkstipendium des Kanton St. Gallen für die Kunsthalle Will, 1991
- Werkstipendium des Internationalen Bodenseeclubs St. Gallen, 1995

### Weitere Aktivitäten
- Mitglied des Aufsichtsrats Neuwerk e.G., Konstanz
- Mitglied der Kunstkommission Campus, Kreuzlingen

### Auszeichnungen
- Kunstpreis des katholischen Kirchentages München, 1984[2]